# Dyscia eisenbergi
Dyscia eisenbergi là một loài bướm đêm trong họ Geometridae.